# António de Campos
António de Campos (Alcobaça, 9 de abril de 1904 – Nazaré, 9 de agosto de 1969) foi um bispo católico português. Foi Bispo Auxiliar de Lisboa desde 1954 até à sua morte e Vigário Episcopal de Santarém desde 1966 até à sua morte.

## Biografia
Nasceu em Alcobaça em 9 de abril de 1904, filho de José António de Campos e de Ana Gertrudes de Campos. Estudou no Seminário Patriarcal de Santarém e, mais tarde, no Seminário de São Sulpício, em Paris. Recebeu ordens de presbítero em 22 de agosto de 1926.
Entre as funções de destaque que desempenhou, estão as de prefeito do Seminário de Santarém, professor e vice-reitor do Seminário de Almada, vigário da vara em Almada, e, durante 10 anos, pároco da Basílica da Estrela em Lisboa.

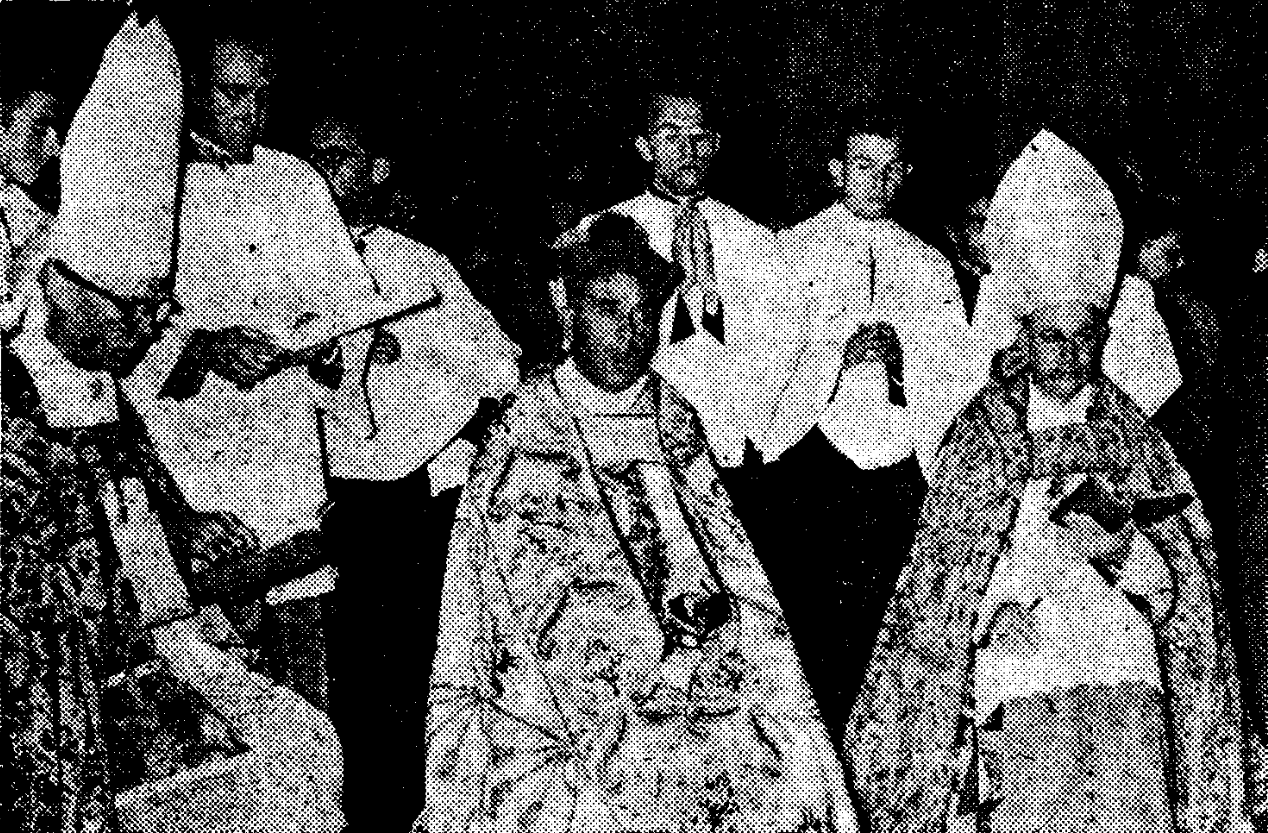
Sagração de D. António de Campos, 1954

Foi eleito bispo titular de Febiana em 1 de setembro de 1954, para desempenhar as funções de bispo auxiliar do Patriarcado de Lisboa. Foi sagrado a 28 de outubro daquele ano, em cerimónia na Basílica da Estrela; o ordenante principal foi o Cardeal-Patriarca D. Manuel Gonçalves Cerejeira, e os co-ordenantes D. Manuel Trindade Salgueiro, Arcebispo de Mitilene, e D. Manuel dos Santos Rocha, Bispo de Priene.
Tomou parte em vários congressos, nomeadamente o Congresso Eucarístico do Apostolado da Oração e Mariano, realizados em Braga. Foi um dos participantes presentes na abertura do Concílio Vaticano II, a 11 de outubro de 1962.
No dia de Pentecostes em 1966, foi nomeado pelo cardeal-patriarca para a nova figura de vigário episcopal de Santarém, no contexto da re-estruturação do Patriarcado em três regiões pastorais; de imediato, a região pastoral começou a ser organizada com vista à efetiva criação da nova diocese de Santarém, o que apenas viria a acontecer após a morte de D. António de Campos, em 1975.
Morreu subitamente em 1969, enquanto passava férias em casa do pároco da Nazaré, Pe. Manuel Martins. Ficou em câmara ardente no Santuário de Nossa Senhora da Nazaré, e no dia seguinte trasladado para o Mosteiro de Alcobaça onde se celebraram exéquias solenes presididas pelo Arcebispo de Mitilene, D. António de Castro Xavier Monteiro, em representação do cardeal-patriarca que se encontrava convalescente de uma operação cirúrgica a que fora submetido dias antes; foi sepultado no cemitério de Alcobaça, em funeral largamente concorrido.